# The Spirit Doesn't Come Anymore
The Spirit Doesn't Come Anymore (Among) is een Nepalese docu-drama van filmregisseur Tsering Rhitar Sherpa uit 1997.

## Verhaal
De korte film vertoont het leven en de praktijken van de oude Tibetaanse sjamaan Pao Wangchuk. Sjamanen zijn al meer dan duizend jaar een belangrijk onderdeel van het sociale leven in Tibet en worden ingeroepen om kwade geesten weg te sturen en ziektes te genezen. Pao Wangchuck voert zijn praktijken uit in een Tibetaans vluchtelingenkamp in Pokhara in Nepal en is ten einde raad: zijn oudste zoon moet hem opvolgen, maar kan de lijn niet voortzetten omdat hij het leventje met drank en luieren niet wil opgeven voor de zware taak van een sjamaan. Pao klaagt dat zijn zoon zijn leven vergooit en doet uit frustraties een zelfmoordpoging.

## Prijzen en nominaties
| jaar | prijs                                         | categorie                | genomineerde(n)       | uitslag  |
| ---- | --------------------------------------------- | ------------------------ | --------------------- | -------- |
| 1997 | Film South Asia                               | Beste film               | Tsering Rhitar Sherpa | gewonnen |
| 1997 | Parnu Anthropological Film Festival (Estland) | Beste inheemse filmmaker | Tsering Rhitar Sherpa | gewonnen |
| 1998 | Tibetan film bags top award                   | Beste film               | Tsering Rhitar Sherpa | gewonnen |